# Xã Douglas, Quận Webster, Iowa
Xã Douglas (tiếng Anh: Douglas Township) là một xã thuộc quận Webster, tiểu bang Iowa, Hoa Kỳ. Năm 2010, dân số của xã này là 1.152 người.